# Гриффитс, Ростин
Ро́стин Джон Гри́ффитс (англ. Rostyn John Griffiths; 10 марта 1988, Сток-он-Трент, Англия, Великобритания) — австралийский футболист, полузащитник клуба «Балкатта Этна».

## Биография
Ростин Гриффитс родился 10 марта 1988 года в городе Сток-он-Трент, в Англии. В юности выступал за австралийский клуб «ЭКУ Джондалуп», а чуть позже за молодёжную команду английского «Блэкберн Роверс». В 2006 году стал членом основной команды «Блэкберн Роверс», но не играл ни одного матча в основном составе. Принадлежал «Блэкберн Роверс» до 2009 года. За это время, выступал в качестве аренды за шотландскую «Гретна» и английское «Аккрингтон Стэнли».
В 2009 году вернулся в Австралию и подписал контракт с клубом «Аделаида Юнайтед». В последующие годы выступал также за австралийские клубы «Норт Квинсленд Фьюри» и «Сентрал Кост Маринерс».
В конце февраля 2012 года было объявлено о переходе Гриффитса в китайский клуб «Гуанчжоу Фули». Изначально трансферная сумма была секретной, но позднее стало известно, что китайский клуб заплатил за футболиста 1,3 миллиона долларов США.
В январе 2014 года Гриффитс вернулся в Австралию, и присоединился к «Перт Глори». В июле 2015 года подписал контракт с голландским клубом «Рода», выступал за данный клуб до июля 2016 года. После голландского клуба, Гриффитс вернулся в стан «Перт Глори».
В конце июля 2017 года появилась информация о возможном переходе Гриффитса в узбекистанский «Пахтакор», в том числе на официальном сайте «Пахтакора» и «Перт Глори», в ряде СМИ Узбекистана и Австралии. Позднее сам футболист и «Перт Глори» подтвердили интерес узбекистанского клуба. В начале августа 2017 года стало очевидным переход австралийца в узбекистанский клуб. Играл за «Пахтакор» до лета 2018 года.
В июле 2018 года вернулся на родину, подписав двухлетний контракт с «Мельбурн Сити».